# Czerwone tarcze
Czerwone tarcze – powieść historyczna Jarosława Iwaszkiewicza wydana w 1934.
Powieść oparta jest na biografii księcia Henryka Sandomierskiego, żyjącego w XII wieku. Opisuje zabiegi mające przezwyciężyć rozbicie dzielnicowe i odrodzić Królestwo Polskie. Czerwone tarcze mają wiele elementów powieści psychologicznej, ukazując motywy i emocje kierujące głównym bohaterem, rozterki związane z powinnościami władcy i obowiązkami racji stanu. Fakty historyczne traktowane są głównie jako tło do rozważań o historii Polski i jej miejscu w Europie, oraz o konfliktach wewnętrznych jednostek.
Język powieści nie jest archaizowany i przypomina język używany w czasach Iwaszkiewicza. Powieść miała wiele wznowień i tłumaczeń.